# Karl Koller (fotbalista)
Karl Koller (9. února 1929, Hölles – 24. ledna 2009, Baden) byl rakouský fotbalista. Hrál na postu záložníka za First Vienna FC. Hrál na MS 1954 a 1958.

## Hráčská kariéra
Karl Koller hrál na postu záložníka za First Vienna FC.
V reprezentaci nastoupil v 86 utkáních a dal 5 gólů. Hrál na MS 1954 (3. místo) a 1958.

## Trenérská kariéra
Trénoval 1. Wiener Neustädter SC a First Vienna.

## Úspěchy

### Klub
- Rakouská liga (1): 1955

### Reprezentace
- 3. místo na mistrovství světa: 1954